# Cataleptoneta
Cataleptoneta là một chi nhện trong họ Leptonetidae.